# Цыж-Гайничанский, Ян
Ян Цыж-Гайничанский, настоящая фамилия — Цыж, Гайничанский — псевдоним, немецкий вариант — Йоганн Циш (н.-луж. Jan Cyž-Hajničanski, нем.  Johann Ziesch ; 19 декабря 1883 год, деревня Кашецы (Кашвиц), Лужица, Германия — 8 августа 1948 год, Гёрлиц, Германия) — католический священник, лужицкий общественный деятель, председатель Лужицкого национального собрания.

## Биография
Родился 19 декабря 1883 года в лужицкой деревне Кашецы. После окончания средней школы в Будишине, поступил в Лужицкую семинарию в Праге, где обучался с 1899 года по 1908 год. Обучался также в пражской малостранской гимназии. Окончив семинарию служил священником в католических приходах Житаве, Лейпциге и Хросчицах. В 1922 году был назначен настоятелем в приходе деревни Гайницы около города Будестецы. Участвовал в деятельности серболужицких культурно-просветительских обществ «Домовина» и «Матица сербская» (член с 1905 года). С 1925 года по 1937 год был редактором журнала «Krajan». С 1931 года по 1933 год был председателем Серболужицкого народного совета. Занимался организацией молодёжных лагерей «Схадзованка».
В 1940 году за свою деятельность был арестован нацистскими властями и в 1941 году отправлен в концентрационный лагерь Дахау. После освобождения из концентрационного лагеря в 1945 году принимал активное участие в деятельности Серболужицкого национального собрания в Праге. Был избран его председателем. В 1947 году сложил с себя полномочия председателя.
Скончался 8 августа 1948 года в Гёрлице.